# De Graanhalm (Poortvliet)
De Graanhalm is een molenrestant in de tot de Zeeuwse gemeente Tholen behorende plaats Poortvliet, gelegen aan Zanddreef 2.
Deze ronde stenen molen van het type stellingmolen fungeerde als korenmolen.

## Geschiedenis
De molen werd gebouwd in 1851. In 1952 was de molen verdekkerd. In 1957 echter sloeg de molen, tijdens een zware storm, op hol, waardoor hij in brand vloog, waarbij ook een gat in de romp werd geslagen. De molen brandde uit en de eigenaar sloopte geleidelijk het restant en verkocht de ijsselsteentjes, waardoor de molenromp verder in hoogte afnam. Uiteindelijk bleef de romp op halve hoogte behouden.